# David Caruso
 (septembre 2012).
Si vous disposez d'ouvrages ou d'articles de référence ou si vous connaissez des sites web de qualité traitant du thème abordé ici, merci de compléter l'article en donnant les références utiles à sa vérifiabilité et en les liant à la section « Notes et références ».
Pour les articles homonymes, voir Caruso (homonymie).
David Stephen Caruso est un acteur et photographe américain, né le 7 janvier 1956 à New York, dans le quartier de Forest Hills.

## Biographie

### Enfance et vie privée
David Caruso est né le 7 janvier 1956 à Forest Hills, un quartier de l'arrondissement de Queens à New York. Son père Charles, journaliste d'origine italienne, quitte sa famille peu après la naissance de Joyce, sa sœur. Leur mère Joan, d'origine irlandaise, est donc seule pour élever les deux enfants.
Il fait ses études dans les écoles catholiques dont la Archbishop Molloy High School. Jeune, après le divorce de ses parents, il traîne beaucoup dans les rues et y montre un caractère agressif.
Le film Le Parrain, et surtout Al Pacino, est une véritable révélation. Il apprend ainsi le métier de comédien dans une école de théâtre de quartier.
En 1984, il épouse Rachel Ticotin : ils ont une fille, Greta, née le 1er juin de la même année. Ils divorcent en 1989. En 2005, il épouse Lisa Marquez avec qui il a deux enfants, Marquez Anthony en 2005 et le 16 octobre 2007, Paloma Raquel. Ils divorcent en avril 2009 puis David Caruso officialise sa relation avec Amina Tyrone.
Grand amateur de chats, il a une femelle Européenne noire et blanche nommée "Fina" et un mâle Persan Caméo beige nommé "Bounty".

### Carrière
David fait ses débuts dans le métier en 1976 dans le pilote de l'éphémère série Archie. Non satisfaite de sa prestation, la production engage un nouvel acteur, Dennis Bowen, qui tourne alors toutes les scènes à nouveau. En 1982, il joue le rôle de Mitch, le jeune adjoint du shérif dans Rambo. 
Pourtant, c'est sur le petit écran que Caruso trouve la consécration. En 1993, Steven Bochco, qui se souvient de ses débuts dans quelques épisodes de Capitaine Furillo (Hill Street Blues), lui confie le rôle-vedette du détective John Kelly dans New York Police Blues, aux côtés de Dennis Franz. Saluée par la critique, la série lui vaut des nominations aux Golden Globes et aux Emmy Awards.
Encouragé par cette réussite, Caruso quitte la série au début de la 2e saison pour se concentrer sur sa carrière cinématographique. Mais Kiss of Death n'a pas l'impact escompté sur sa carrière. Enchaînant les échecs, il retombe peu à peu dans l'anonymat. En 1997, son nom est cité dans le tout premier épisode de la série South Park, Cartman a une sonde anale, qui se moque de sa carrière en dents de scie. Caruso prend conscience de ses problèmes relationnels en observant Russell Crowe, avec lequel il joue dans le film L'Échange : « J'ai vu comment un acteur capricieux pouvait gâcher la vie d'une équipe[réf. nécessaire] ».
En 1997, il joue le rôle d'un procureur et ancien-policier dans la série Michael Hayes. Mais celle-ci est annulée après l'unique saison.
En 2002, il apparaît dans un épisode de la série Les Experts dans le rôle d'Horatio Caine. Son fort succès lance un spin-off : Les Experts : Miami qui lui permet de revenir sur le devant de la scène en incarnant Horatio Caine dans cette deuxième série de la franchise Les Experts, qui remporte alors un franc succès sur CBS, puis dans le monde entier. Il tient également le même rôle dans les deux autres séries de la franchise, Les Experts et Les Experts : Manhattan. Il joue alors dans l'épisode 2.22 « La mort dans tous ses états » des Experts et dans l'épisode 2.7 « Le flic de Miami » des Experts : Manhattan.
En 2012, après dix années de bons et loyaux services, la série Les Experts : Miami s'achève avec 7,94 millions de téléspectateurs.

## Filmographie

### Cinéma
- 1980 : Falling in Love Again : Un jeune du voisinage
- 1980 : Terreur extraterrestre : Tom
- 1980 : Getting Wasted : Danny
- 1982 : Rambo : Mitch
- 1982 : Officier et Gentleman : Topper Daniels
- 1984 : Voleur de désirs (Thief of Hearts) de Douglas Day Stewart : Buddy Calamara
- 1986 : Blue City : Joey Rayford
- 1987 : China Girl d'Abel Ferrara : Mercury
- 1988 : Jumeaux : Al Greco
- 1990 : The King of New York de Abel Ferrara : Dennis Gilley
- 1991 : Hudson Hawk, gentleman et cambrioleur : Kit Kat
- 1995 : Mad Dog and Glory de John McNaughton : Mike
- 1995 : Kiss of Death de Barbet Schroeder : Jimmy Kilmartin
- 1995 : Jade de William Friedkin : David Corelli
- 1997 : Froid comme la vengeance : Ned Tash
- 1998 : Body Count : Hobbs
- 2000 : L'Échange : Dino
- 2001 : Session 9 : Phil
- 2002 : Black Point (en) : John Hawkins

### Télévision

#### Séries télévisées

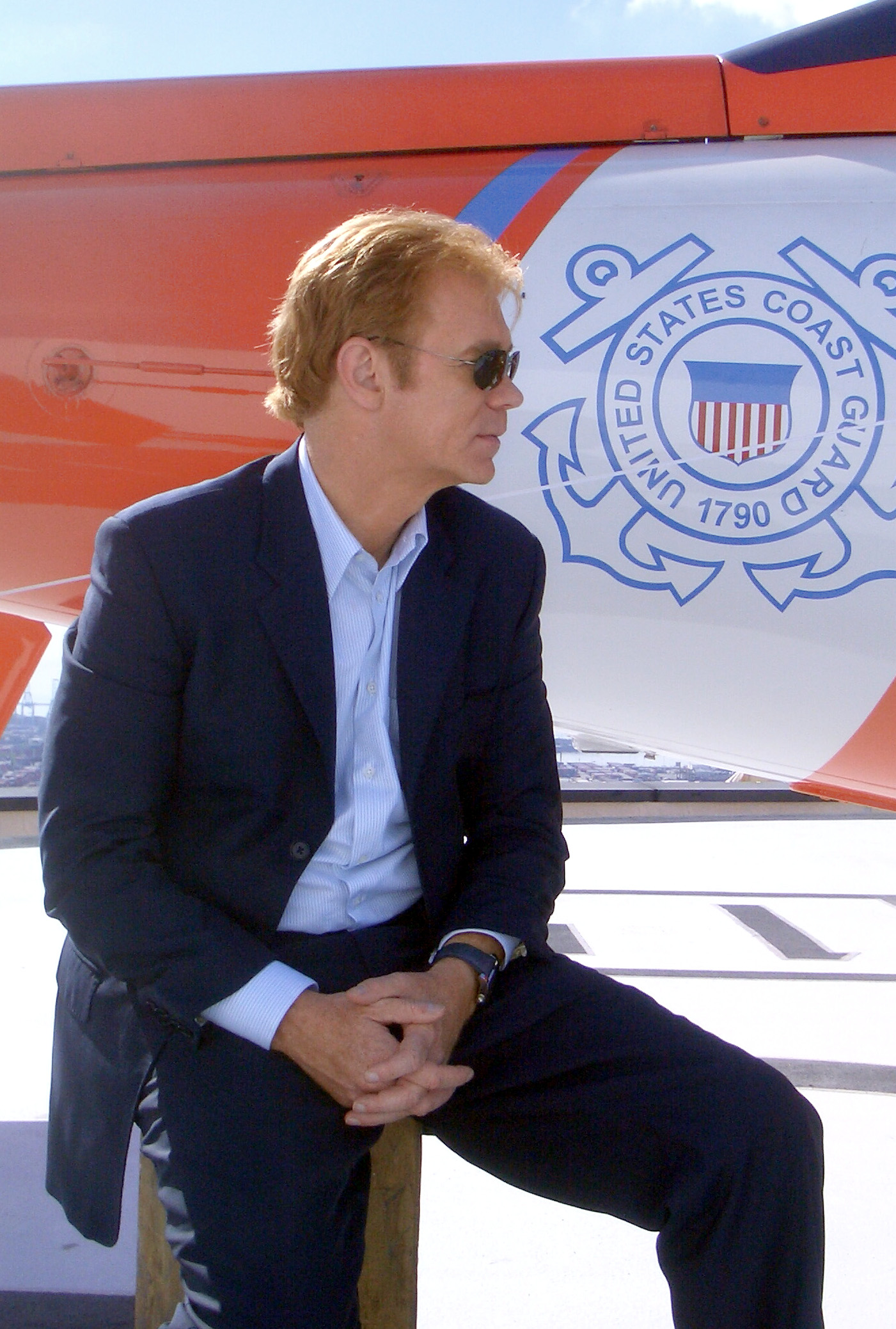
David Caruso, en tant que Horatio Caine dans la série Les Experts: Miami.

- 1981 : Palmerstown, U.S.A. (en) (saison 2, épisode 9 : The Suitor)
- 1981 - 1983 : Capitaine Furillo (Hill Street Blues) : Shamrock / Tommy Mann (7 épisodes)
- 1983 : Hooker : Russ Jennings (saison 2, épisode 19 : Requiem for a Cop)
- 1983 : Chips : Charlie (saison 6, épisode 12 : Hot Date)
- 1983 : The Paper Chase (en) : Bennett (saison 2, épisode 5 : Commitments)
- 1983 : For Love and Honor : Soldat Rusty Burger (épisode pilote)
- 1986 et 1988 : Les Incorruptibles de Chicago (Crime Story) : Johnny O'Donnell (2 épisodes)
- 1990 : H.E.L.P. (en) : Officier Frank Sordoni (6 épisodes)
- 1993 - 1994 : New York Police Blues (NYPD Blue) : John Kelly (26 épisodes)
- 1997 - 1998 : Michael Hayes : Michael Hayes (21 épisodes)
- 2002 - 2012 : Franchise Les Experts: Horatio Caine (234 épisodes)

#### Téléfilms
- 1981 : Crazy Times de Lee Philips : Bobby Shea
- 1983 : For Love and Honor de Gary Nelson : Rusty
- 1987 : Into the Homeland de Lesli Linka Glatter : Ryder
- 1990 : Parker Kane de Steve Perry : Joey Torregrossa
- 1990 : L'enquête interdite (Rainbow Drive) de Bobby Roth : Larry Hammond
- 1991 : Nom de code : Requin (Mission of the Shark: The Saga of the U.S.S. Indianapolis) de Robert Iscove : Wilkes
- 1993 : Judgment Day: The John List Story de Bobby Roth : Chef de la police Bob Richland
- 1997 : Gold Coast de Peter Weller : Maguire
- 2000 : Impasse meurtrière (Deadlocked ) de Michael W. Watkins : Ned Stark

#### vidéoclip
- 1986 : Voyage, Voyage de Desireless

## Voix françaises
En France
- Bernard Métraux dans :
  - Les Experts
  - Les Experts : Miami
  - Les Experts : Manhattan

- Bernard Tiphaine dans :
  - New York Police Blues
  - Michael Hayes

- Dominique Collignon-Maurin dans Voleur de désirs
- Lambert Wilson dans Rambo
- Mark Lesser dans China Girl
- Michel Paulin dans Jumeaux
- Patrick Floersheim dans The King of New York
- Jean-Philippe Puymartin dans Mad Dog and Glory
- Philippe Vincent dans Kiss of Death
- Vincent Violette dans Jade
- Boris Rehlinger dans Session 9